# Ручей (приток Большой Чецы)
Ручей — река в России, протекает по Архангельской области. Устье реки находится в 42 км по правому берегу реки Большая Чеца. Длина реки составляет 28 км.

## Данные водного реестра
По данным государственного водного реестра России относится к Двинско-Печорскому бассейновому округу, водохозяйственный участок реки — Мезень от водомерного поста деревни Малонисогорская и до устья. Речной бассейн реки — Мезень.
Код объекта в государственном водном реестре — 03030000212103000050688.